# Škrljevo
Škrljevo és una vila de Croàcia, es troba al comtat de Primorje - Gorski Kotar, pertany al municipi de Bakar.